# Comunidade que sustenta a agricultura
A Comunidade que Sustenta a Agricultura (CSA) é um movimento social que promove relações saudáveis entre campo e cidade. Os laços entre agricultores e consumidores são estreitados, e o financiamento da produção em coletivo de alimentos é feita de forma antecipada, dividindo os riscos, responsabilidades e benefícios na hora da partilha da colheita.  É um modelo socioeconômico alternativo da agricultura e distribuição de alimentos que permite que o produtor e o consumidor compartilhem os riscos da agricultura. O modelo é uma subcategoria da agricultura cívica que tem como objetivo geral fortalecer o senso de comunidade através dos mercados locais.
Em troca da assinatura de uma colheita, os assinantes recebem uma cesta semanal ou quinzenal de produtos ou outros bens agrícolas. Isso inclui de frutas, verduras a legumes da estação e pode ser expandida para produtos secos, ovos, leite, carne, doces, produtos bneficiados na propriedade, etc. Normalmente, os agricultores tentam cultivar um relacionamento com os assinantes enviando cartas semanais do que está acontecendo na fazenda, convidando-os para a colheita ou realizando um evento de propriedade aberta. Algumas CSAs prevêem contribuições de mão-de-obra, em vez de uma parte dos custos de assinatura.

## História
O termo "comunidade que sustenta a agricultura" veio do inglês "community-supported agriculture" e foi cunhado no nordeste dos Estados Unidos na década de 1980, influenciado pelas idéias de agricultura biodinâmica européia formuladas por Rudolf Steiner. Dois agricultores europeus, Jan Vander Tuin, da Suíça, e Trauger Groh, da Alemanha, trouxeram idéias de agricultura biodinâmica européia para os Estados Unidos em meados dos anos 80.  Vander Tuin co-fundou um projeto agrícola apoiado pela comunidade chamado Topinambur, localizado perto de Zurique, na Suíça. A cunhagem do termo "comunidade que sustenta a agricultura" deriva de Vander Tuin.

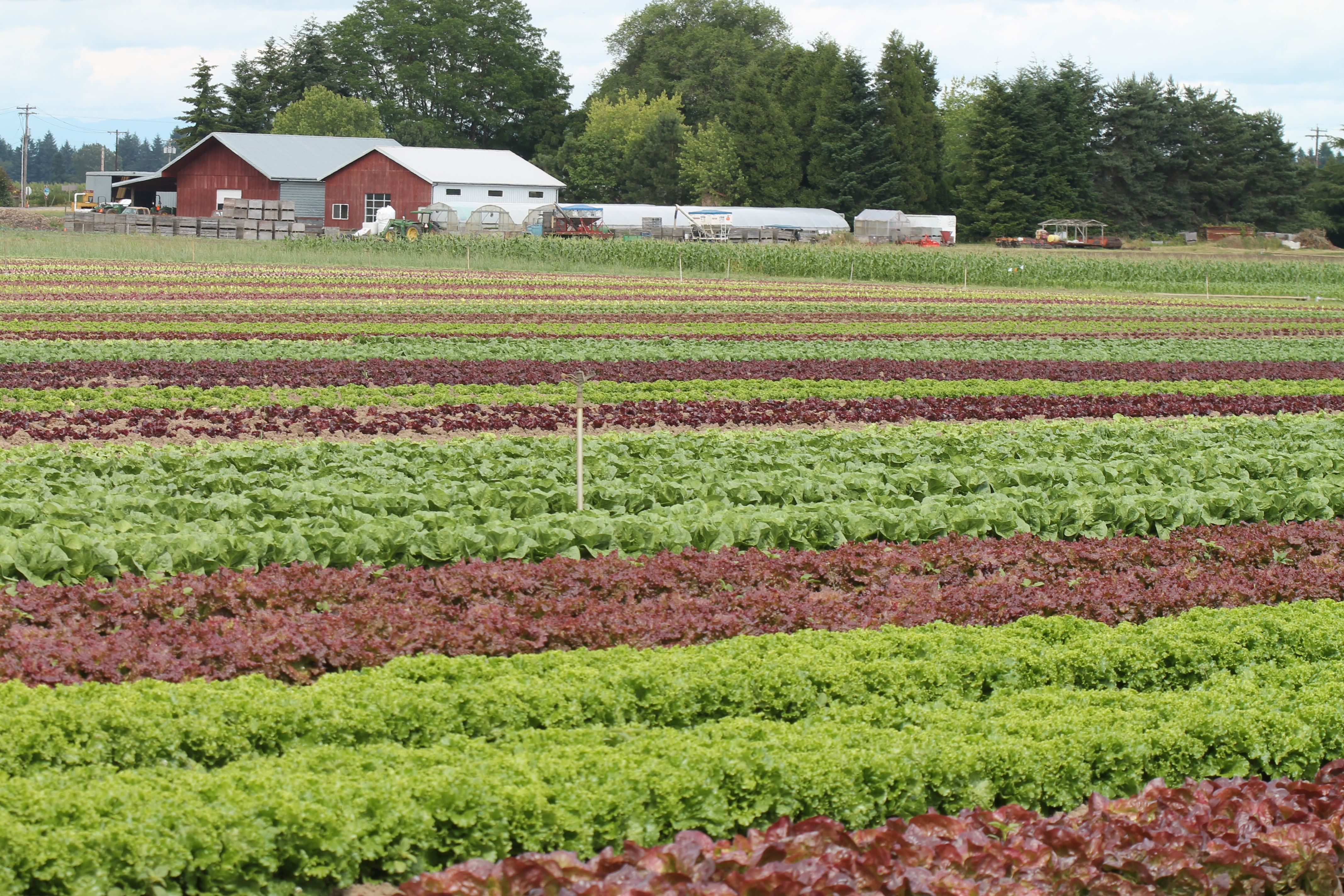
Mustard Seed Farms, uma fazenda orgânica da CSA em Oregon

Desde 2008, a rede internacional de CSA Urgenci coordena programas de divulgação e intercâmbio que resultaram na criação de dezenas de CSA de pequena escala na Europa Central e Oriental.
A CSA foi introduzida na China após uma série de escândalos de segurança alimentar no final dos anos 2000. Estima-se que existam mais de 500 fazendas CSA na China até 2017. Eles têm sido uma força crítica no desenvolvimento da agricultura orgânica e ecológica na China. Agricultores, pesquisadores e organizações da sociedade civil de CSA chineses se reúnem anualmente no simpósio nacional de CSA, realizado desde 2009.
Grande parte do crescimento da participação do trabalho das mulheres na agricultura está fora do "campo dominado pelos homens da agricultura convencional". Na comunidade que sustenta a agricultura, as mulheres representam 40% dos trabalhadores agrícolas.

## Modelo socioeconômico
As CSAs criam conexões diretas entre produtores e consumidores através de mercados alternativos e os membros e agricultores compartilham o risco da agricultura. Os objetivos do primeiro modelo de CSA nos EUA eram fazer com que o produtor e o consumidor entrassem no mercado como iguais e trocassem preços justos e salários justos.  É como uma forma de adoção e compartilhamento de responsabilidades. São comuns os casos em que os consumidores apoiadores (chamados também de assinantes ou compradores) iniciam pagando por cestas muito antes de terem os produtos, realmente adotando e garantindo condições às famílias de agricultores, de forma que estas não necessitem de empréstimos de bancos ou apoios dos governos. Neste sentido é uma forma anarquista, ou seja, autogestionada e horizontal, de organização.
O consumidor paga por serviços como transparência, administração ambiental, relacionamentos diretos com os produtores, etc. Os agricultores envolvidos nas CSAs o fazem para cumprir objetivos que vão além da renda e não só são remunerados de maneira justa nessas trocas. Esse tipo de mercado mantém “aluguéis econômicos”, onde o excedente do consumidor provém da disposição do consumidor de pagar algo além do produto, bem como pelos insumos dos produtos.  Embora esses mercados ainda existam dentro de uma economia capitalista maior, eles são capazes de existir por causa desses "aluguéis econômicos" que são coletados.

## Sistema de CSA
As CSAs geralmente se concentram na produção de alimentos de alta qualidade para uma comunidade local, geralmente usando métodos de agricultura orgânica ou biodinâmica ou agroflorestal ou um planejamento permacultural e uma estrutura de marketing de associação de risco compartilhado. Esse tipo de agricultura opera com um grau muito maior de envolvimento dos consumidores e de outras partes interessadas do que o habitual - resultando em um relacionamento mais forte entre consumidor e produtor. O design principal inclui o desenvolvimento de um grupo de consumidores coeso, disposto a financiar o orçamento de uma temporada inteira para obter alimentos de qualidade. O sistema tem muitas variações de como o orçamento da fazenda é sustentado pelos consumidores e como os produtores entregam os alimentos. A teoria da CSA afirma que quanto mais uma fazenda adota o apoio mútuo, com todo o apoio do orçamento, mais ela pode se concentrar na qualidade e reduzir o risco de desperdício de alimentos.

### Estrutura
As comunidades que sustentam a agricultura, hoje compartilham três características comuns: (1) ênfase na produção comunitária e / ou local, (2) compartilhamento ou assinaturas vendidas antes da temporada e (3) entregas semanais aos membros / assinantes. Embora a operação da CSA varie de propriedade para propriedade e tenha evoluído ao longo do tempo, essas três características permaneceram constantes. O funcionamento de uma CSA também se baseia em quatro arranjos práticos: (1) para que os agricultores conheçam as necessidades de uma comunidade, (2) que os consumidores tenham a oportunidade de expressar aos agricultores quais são suas necessidades e limitações financeiras, (3) que compromissos entre agricultores e consumidores sejam estabelecidos conscientemente, e (4) as necessidades dos agricultores precisam ser reconhecidas.
A partir dessa base, quatro tipos principais de CSAs foram desenvolvidos:
- Gerenciado pelo agricultor: Um agricultor cria e mantém um CSA, recruta assinantes e controla o gerenciamento.
- Assinante de cestas: os residentes locais montam um CSA e contratam um produtor orgânico local para cultivar e colheita, sendo que os assinantes controlam a maior parte da gestão.
- Cooperativa de agricultores: Vários agricultores desenvolvem um programa de CSA.
- Cooperativa de agricultores e assinantes: agricultores e moradores locais montam e gerenciam cooperativamente um CSA.[11]

Na maioria das CSAs originais, existe um grupo principal de membros. Esse grupo principal de membros ajuda a tomar decisões e a organizar o CSA, incluindo funções de marketing, distribuição, administração e organização comunitária. As CSAs com um grupo principal de membros são mais lucrativas e bem-sucedidas. No entanto, em 1999, 72% das CSAs não tinham um grupo principal de membros. As CSAs com um grupo principal de membros operam com mais sucesso como uma cooperativa de agricultores e acionistas e as CSAs sem um grupo de membros principais dependem muito mais de assinaturas e são mais destacadas como CSAs de assinantes.

### Ideologia
A comunidade que sustenta a agricultura nas Américas foi influenciada pelas idéias de Rudolf Steiner, um filósofo austríaco. Ele desenvolveu os conceitos de antroposofia e agricultura biodinâmica. No Brasil ela é muito difundida também entre os agricultores orgânicos, agrofloresteiros e permacultores.
Como as CSAs aumentaram em número e tamanho desde que foram desenvolvidas, elas também mudaram ideologicamente. Embora as CSAs originais e algumas CSAs mais atuais ainda tenham uma orientação filosofica, a maioria das CSAs atualmente são orientadas comercialmente e a comunidade que sustenta a agricultura é predominantemente vista como uma estratégia de marketing benéfica. Isso levou a três tipos ideológicos de CSAs. O primeiro tipo é instrumental, a CSA é considerada um mercado no sentido tradicional, em vez de uma forma alternativa de economia e relacionamento. O segundo tipo é funcional; existe uma relação de solidariedade entre o agricultor e os assinantes, mas isso se estende principalmente a funções sociais, não a funções gerenciais ou administrativas. Este é o tipo mais comum de CSA. O tipo final é colaborativo; este é o mais próximo dos objetivos originais das CSAs, onde a relação entre o agricultor e os assinantes é vista como uma parceria.

### Métodos de distribuição e marketing
As ações de uma CSA consistiam originalmente e predominantemente em produtos cultivados. Mais recentemente, as ações se diversificaram e incluem produtos não cultivados, incluindo ovos, carne, flores, mel, laticínios, sabonetes, óleos essenciais e outros produtos beneficiados de forma artesanal nas propriedades. Os preços das cestas variam de CSA para CSA. As cestas podem ser vendidas como cestas completas, que alimentam 2 a 5 pessoas, e a metade disso, que alimentam de 1 a 3 pessoas. Os preços no Brasil variam de R$30 a R$100 por semana e as assinaturas costumam contar com uma produção por temporada/estação, devido à necessidade de se planejar e contar com esse recurso até a colheita final de cada temporada. Os preços das ações são determinados principalmente pelos custos gerais de produção, mas também pelos preços de cestas de outras CSAs, custos variáveis de produção, forças de mercado e nível de renda da comunidade, etc.  Muitas CSAs possuem planos de pagamento e opções para pessoas de baixa renda - cestas sociais, as vezes inclusive apoiadas por pessoas com melhores condições, em forma de ajuda mútua: quem pode mais, paga mais, pelo mesmo conteúdo.
Os compartilhamentos são distribuídos de várias maneiras diferentes. As cestas são frequentemente distribuídas semanalmente. Algumas das CSAs permitem a coleta de compartilhamento direto na propriedade. As cestas também são distribuídas por meio de distribuições regionais, distribuições diretas nas residências ou escritórios, mercados de agricultores e distribuições em centros comunitários / igrejas. Há grupos que recebem pedidos on-line e têm vários agricultores que enviam os pedidos dessa semana para um ponto central em uma região limitada, para distribuição pelos organizadores.
As CSAs comercializam produtos de suas propriedades atendidas de diferentes maneiras. Têm CSAs que empregam diferentes canais de marketing para diversificar seus esforços de vendas e aumentar as assinaturas. Têm CSAs que usam mercados, restaurantes, varejo na propriedade, atacado para lojas de alimentos naturais e atacado para mantimentos locais, além de seus CSAs para quotas de mercado. Um problema que as CSAs encontram é a superprodução, portanto, as CSAs geralmente vendem seus produtos excedentes também de maneiras diferentes das cestas. Frequentemente, as propriedades da CSA também vendem seus produtos nos mercados de agricultores locais. Às vezes o excedente de produtos é dado aos bancos de alimentos e associa,ões comunitárias.

### Desafios para os agricultores
Muitos agricultores de CSA podem capitalizar um relacionamento mais próximo entre os clientes e seus alimentos, uma vez que alguns clientes pagarão mais (um aluguel econômico se isso colocar o preço acima do custo de produção) se souberem de onde vem, quem está envolvido e tenham acesso especial a ele. No entanto, alguns agricultores que participam da comunidade que sustenta a agricultura não experimentam os benefícios econômicos que eles percebem obter ao participar de um arranjo alternativo baseado na comunidade. O estudo de Galt de 2013 com agricultores de CSA descobriu que muitos agricultores cobravam taxas e preços mais baixos por seus produtos do que lhes proporcionariam segurança financeira.  Este estudo sugeriu que os agricultores podem cobrar menos do que precisam para ganhar salários justos devido à subavaliação de suas despesas e para compensar os altos custos dos produtos da CSA e torná-los mais acessíveis aos clientes; veja também economia moral .